# Вермут, Кристиан
Кристиан Вермут (нем. Christian Wermuth; 16 декабря 1661, Альтенбург — 3 декабря 1739, Гота) — немецкий медальер и резчик монетных штемпелей эпохи барокко.

## Биография

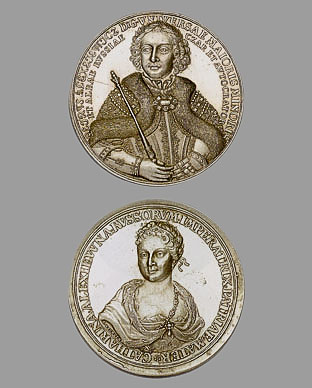
Памятная медаль в честь императора Петра I и императрицы Екатерины I. Эрмитаж

Прошëл курс обучения под руководством медальера Э.-К. Дюрра и гравëра, мастера меццо-тинто И. П. Пихлера.
С 1668 года — гравёр монетного двора г. Готы, в 1688 году назначен придворным медальером Саксен-Готы.
В 1699 году получил императорскую привилегию на право чеканки медалей в собственной мастерской. За 20 лет самостоятельной работы совместно со своими учениками Кристиан Вермут создал более 1300 медалей самой различной тематики: в честь правителей (в том числе, римских императоров), выдающихся людей Европы (Якоба Бёме, Жана Кальвина, Мартина Лютера, Эразма Роттердамского, Августа Франке, Яна Гуса, Николая Коперника, Христиана Томазия и др.), в честь исторических событий (в частности, медаль в память о первом путешествии Императора Петра I по Европе в 1698 году., религиозные медали (в том числе медали в честь римских пап), а также сатирические, лотерейные, календарные и новогодние медали и жетоны.
В 1688 и 1702 годах изготовил две автопортретные медали.